# Estrujenbank
Estrujenbank (1989-1993) fue un grupo artístico fundado en 1989 en Madrid, por los artistas Patricia Gadea, Juan Ugalde, Mariano Lozano y Dionisio Cañas.

## Trayectoria
El grupo se creó en Madrid en 1989 por parte de los artistas Patricia Gadea, Juan Ugalde, Mariano Lozano y el poeta Dionisio Cañas. Sus miembros habían estado en contacto previamente, y utilizado el nombre ya para la edición del número cero de la revista Estrujenbank News.
El año de su fundación realizaron su primera acción como colectivo, una exposición en la Galería Buades de Madrid. Su obra incorporó elementos de la publicidad y el cómic, y abarcó la pintura, fotografía, historieta, cartel publicitario, edición, comisariado y vídeo.
Estrujenbank concebían su obra como un instrumento de intervención social, señalando la despolitización de la esfera pública, la indiferencia ante la pobreza o el racismo y el empobrecimiento de la vida urbana por medio de la sátira, la crítica política y la experimentación estilística y de soportes. Su publicación Los tigres se perfuman con dinamita (1992) recogió los fundamentos teóricos de su práctica artística. 
Entre 1990 y 1993 también gestionaron la Sala de Exposiciones Estrujenbank, un espacio artístico independiente en Madrid.En él se expuso obra propia de Estrujenbank junto a la de otros grupos contemporáneos como Agustín Parejo School, Preiswert, E.M.P.R.E.S.A. o Libres Para Siempre, con los cuales colaboraron en diversas ocasiones. El grupo se disolvió en 1993.

## Libros
- Estrujenbank, ed. (1992). Los tigres se perfuman con dinamita. Barcelona: Editorial Gramma. ISBN 9788486060053.
- Cañas, Dionisio; Lozano, Mariano; Ugalde, Juan (2008). Tot Estrujenbank. Hojalatería y pintura en general. Madrid: El Garaje Ediciones. ISBN 978-84-936230-2-9.